# Simon Rolfes
Simon Rolfes (* 21. Januar 1982 in Ibbenbüren) ist ein ehemaliger deutscher Fußballspieler und heutiger Sportfunktionär. Er stammt aus der Jugend von Werder Bremen und war nach der Zwischenstation Alemannia Aachen von 2005 bis 2015 zehn Jahre lang für Bayer 04 Leverkusen als defensiver Mittelfeldspieler aktiv. Von 2007 bis 2011 war er deutscher Nationalspieler und wurde 2008 Vizeeuropameister.
Rolfes arbeitete von Juli bis November 2018 als Leiter Jugend und Entwicklung in der Verwaltung der Bayer 04 Leverkusen Fußball GmbH, anschließend nahm er ab dem 1. Dezember des Jahres die Leitung der Direktion Sport wahr. Seit Juli 2022 ist er Geschäftsführer Sport bei Bayer 04.

## Leben
Simon Rolfes wurde als jüngster von vier Söhnen eines Lehrerehepaares geboren. Er besuchte in seinem Heimatort Recke zunächst die Overberg-Grundschule und anschließend das Fürstenberg-Gymnasium. Sein Abitur legte er am Hermann-Böse-Gymnasium in Bremen ab. Rolfes ist seit 2009 verheiratet und Vater von drei Töchtern.

## Karriere als Spieler

### Verein
Rolfes begann 1986 zunächst beim westfälischen Verein TuS Recke Fußball zu spielen. 1999 wechselte er in die A-Jugend von Werder Bremen. 2001 wurde Rolfes beim Mercedes-Benz Junior Cup als bester Spieler des Turniers ausgezeichnet. Er stieg schnell über die U-18-Auswahl und die Amateurmannschaft ins Profiteam von Werder auf. Dort konnte er sich allerdings nicht durchsetzen und wurde im Januar 2003 für die Rückrunde der Saison an den damaligen Zweitligisten SSV Reutlingen 05 ausgeliehen, für den er 13 Spiele absolvierte. In der Saison 2003/04 kehrte er nach Bremen zurück und wurde als Mitglied des Mannschaftskaders Deutscher Meister und DFB-Pokalsieger, ohne jedoch in der ersten Mannschaft eingesetzt worden zu sein. Im Regionalligateam der Bremer hatte er bis dahin 100 Spiele bestritten und 18 Tore geschossen. Dass Rolfes sich nicht bei Bremen durchsetzen konnte, begründete er später mit der Schnelligkeit seines Aufstiegs zuvor: „Ich war zu verbissen und ungeduldig.“
Die Konsequenz war sein Wechsel 2004 zum Zweitligisten Alemannia Aachen. In der Zeit bei der Alemannia verbesserte er seine körperliche Härte, indem er Sonderschichten mit den 400-Meter-Läufern Lars Figura und Jens Dautzenberg absolvierte. In Aachen wurde er rasch Stammspieler und erzielte in 28 Zweitligaspielen drei Tore. Der Verein galt als potenzieller Aufsteiger, beendete die Saison 2004/05 jedoch mit sieben Punkten Rückstand auf den Tabellendritten Eintracht Frankfurt auf dem sechsten Platz. Über den DFB-Pokalwettbewerb hatte sich Aachen für die Teilnahme am UEFA-Pokal 2004/05 qualifiziert; dort überstand man die Gruppenphase und schied im Sechzehntelfinale aus.

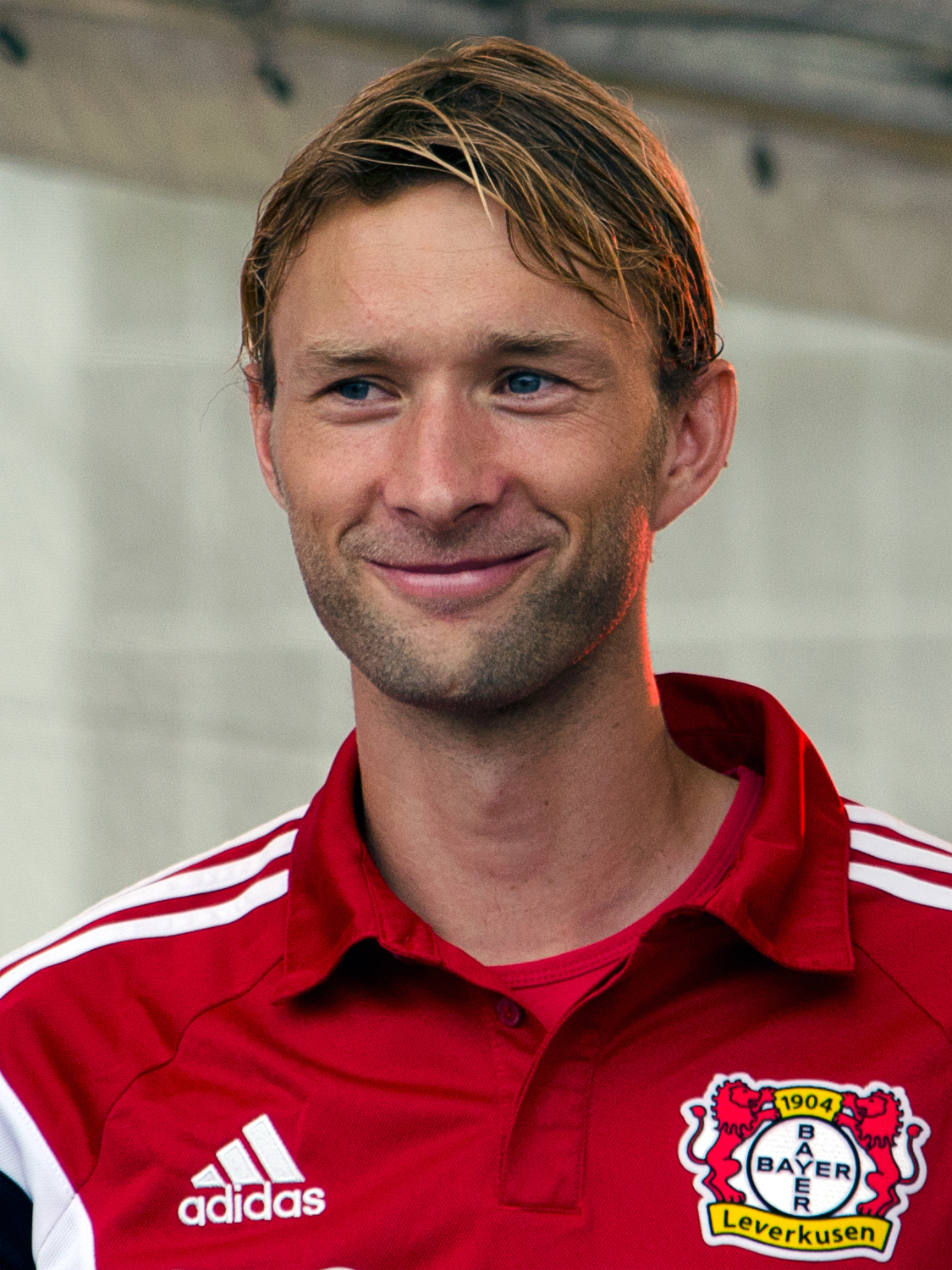
Simon Rolfes während der Vorbereitung auf seine letzte Profisaison, 2014

Zur Saison 2005/06 wechselte Rolfes zu Bayer 04 Leverkusen. Er erkämpfte sich unter dem im Oktober 2005 eingestellten Trainer Michael Skibbe einen Stammplatz im defensiven Mittelfeld. Sowohl in der Saison 2006/07 als auch in der Saison 2007/08 war er der einzige Leverkusener Akteur, der alle 34 Bundesligaspiele bestritt. Mit acht Toren war er zudem der erfolgreichste Mittelfeldspieler des Teams. Ab Beginn der Saison 2008/09 bis zu seinem Karriereende war er Mannschaftskapitän der Leverkusener. Am 17. Mai 2008 absolvierte er sein 100. Bundesligaspiel im Bayer-Trikot. In der folgenden Saison führte Rolfes das Bayer-Team im DFB-Pokal bis ins Finale, das man gegen Werder Bremen verlor, bevor er im Mai 2009 seinen Vertrag vorzeitig um drei Jahre bis 2013 verlängerte. In den beständigen ersten vier Jahren in Leverkusen verpasste er nur drei Saisonspiele. Dann kam mit der Saison 2009/10 allerdings ein „Seuchenjahr“. Einem Innenbandanriss im Knie folgten weitere Probleme inklusive eines Knorpelschadens, so dass er einen Großteil der Hinrunde und fast die komplette Rückrunde nicht spielen konnte. In der Saison darauf stellte er den Anschluss an die Stammelf mühsam wieder her, es dauerte allerdings bis zum 9. Spieltag, an dem er erstmals wieder in der Startaufstellung stand. In der Rückrunde gehörte er dann wieder zu den gesetzten Spielern und errang 2010/11 mit dem Team die Vizemeisterschaft – sein größter Erfolg im Trikot von Bayer Leverkusen.
Am Ende der Saison 2012/13 verlängerte er seinen Vertrag bis zum 30. Juni 2015. Im Dezember 2014 gab er bekannt, dass er seinen auslaufenden Vertrag nicht verlängern und seine Karriere beenden werde. Er erklärte, nach seinem Karriereende als Karriere-Manager für Sportler im Rahmen seines eigenen Betriebes arbeiten zu wollen.
Am 16. Mai 2015, Rolfes’ letztem Pflicht-Heimspiel für Bayer Leverkusen, bereitete der Verein ihm und Stefan Reinartz, der den Verein in Richtung Eintracht Frankfurt verließ, einen offiziellen Abschied von den Fans im Stadion vor dem Spiel gegen die TSG 1899 Hoffenheim. Der Verein ernannte ihn zum Ehrenspielführer von Bayer Leverkusen. Rolfes ist nach Ulf Kirsten, Carsten Ramelow und Bernd Schneider der vierte Spieler, dem dieser Ehrentitel verliehen wurde. Eine Woche später, am 23. Mai, bestritt Rolfes schließlich sein letztes Spiel als Profifußballspieler bei der Auswärtspartie in Frankfurt am Main, in der er in der 87. Spielminute für Tin Jedvaj eingewechselt wurde.

### Nationalmannschaft

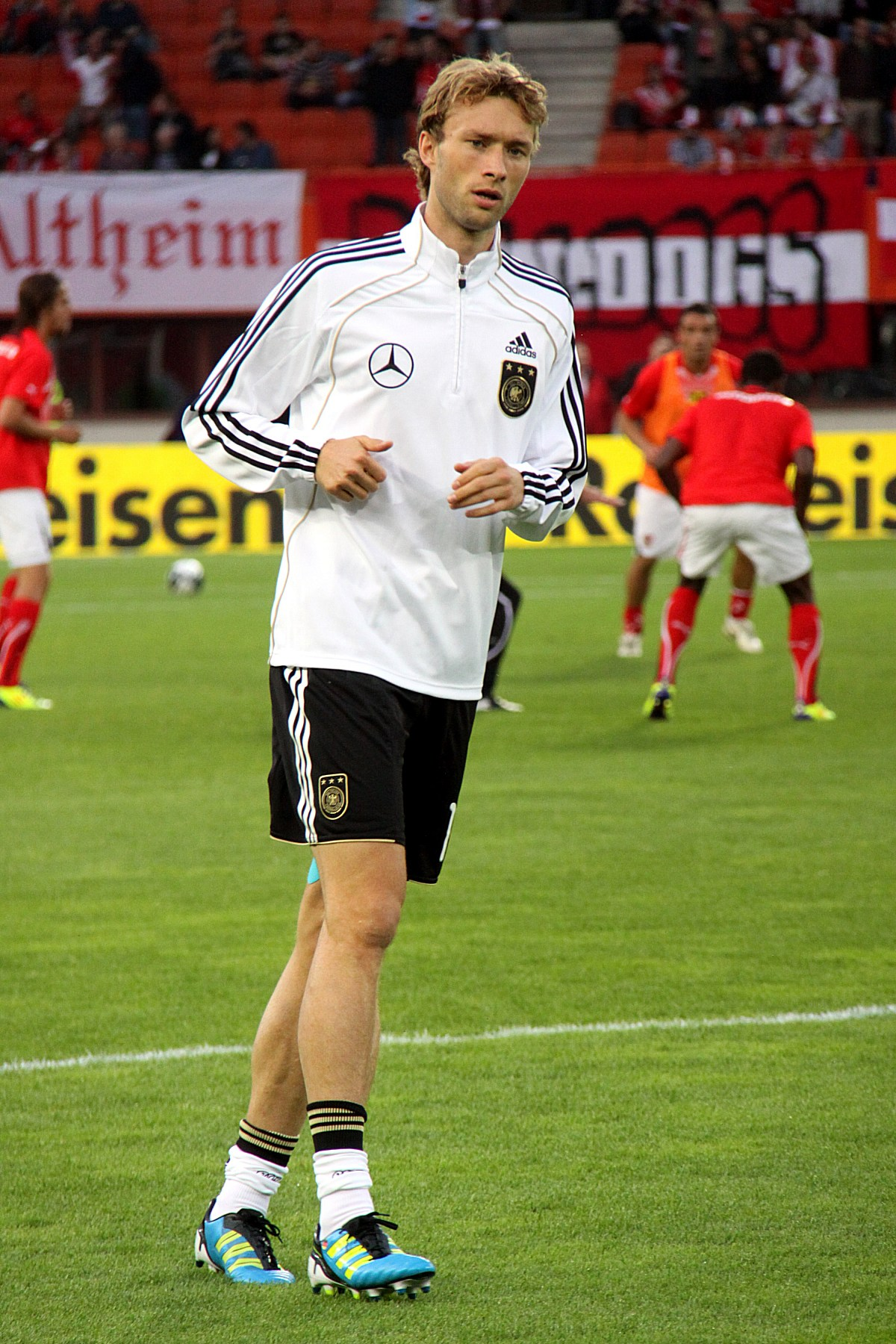
Rolfes im Nationaldress (2011)

Rolfes’ Nationalmannschaftskarriere begann in den Juniorenteams. Er absolvierte acht Spiele für die U-18- (ein Tor), fünf Spiele für die U-20- und ein Spiel für die U-21-Auswahlmannschaft. Zudem spielte er dreimal für das Team 2006. Am 28. März 2007 wurde er von Bundestrainer Joachim Löw im Spiel gegen Dänemark erstmals in der A-Nationalmannschaft eingesetzt.
Rolfes wurde am 16. Mai 2008 in den vorläufigen Kader für die EM 2008 berufen. Seinen ersten Einsatz beim Turnier absolvierte er am 19. Juni 2008 im Viertelfinale gegen Portugal, als er den verletzten Torsten Frings ersetzte. Im WM-Qualifikationsspiel in Liechtenstein am 6. September 2008 erzielte er sein erstes Länderspieltor zum 3:0-Zwischenstand. Die Teilnahme an der WM 2010 musste Rolfes aufgrund einer Knieverletzung absagen.
Nach seiner Wiedergenesung gehörte er weiterhin zum DFB-Kader, verpasste aber die Nominierung zur EM 2012. Löw befand seine Leistungen in der vorangegangenen Saison als nicht ausreichend. Danach wurde er nicht wieder in den Kader der Nationalmannschaft berufen.

## Nach der aktiven Karriere

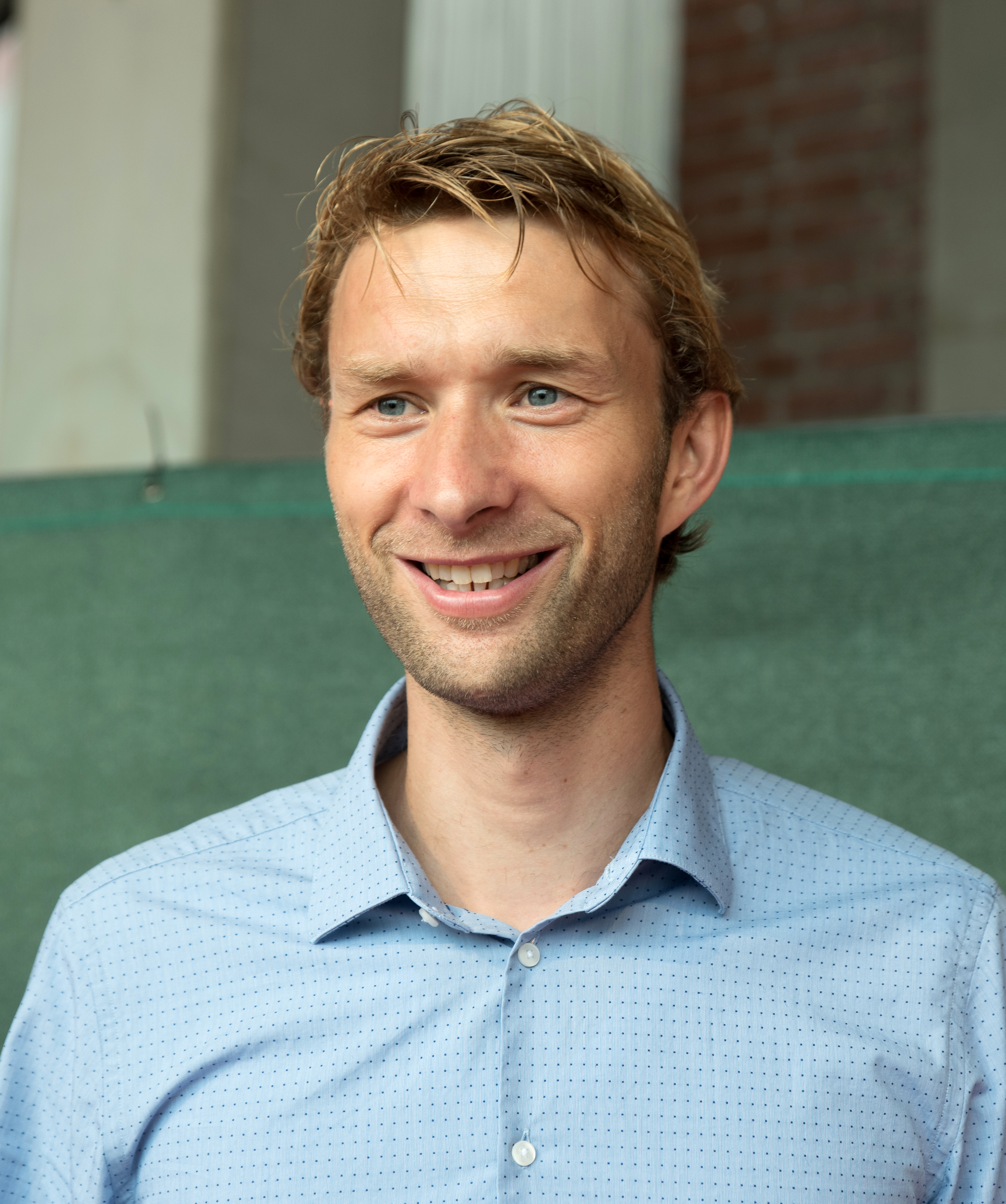
Simon Rolfes, 2016

Von Sommer 2015 bis Mitte 2018 war Rolfes als Fußballexperte für das ZDF tätig.
Zu Beginn der Fußballsaison 2017/18 haben Rolfes und sein Geschäftspartner Markus Elsässer die Leitung von GoalControl übernommen.
Mitte 2018 wurde Rolfes durch die Bayer 04 Leverkusen Fußball GmbH als Leiter Jugend und Entwicklung eingestellt. Am 1. Dezember des Jahres wechselte er intern auf die Position des Sportdirektors. Jonas Boldt, der diese Aufgaben seit Juli des Jahres wahrgenommen hatte, stand Rolfes dabei bis Mai 2019 beratend zur Seite. Seit dem 1. Juli 2022 ist er als Nachfolger Rudi Völlers Geschäftsführer Sport der Fußball GmbH.
Im Zuge des Gewinns der Deutschen Meisterschaft im Jahr 2024 wurde Rolfes vom Leverkusener Oberbürgermeister Uwe Richrath für das Ehrenbürgerrecht vorgeschlagen, was Rolfes ablehnte.
Rolfes ist Kuratoriumsmitglied der Egidius-Braun-Stiftung.

## Gewerkschaftstätigkeit
Rolfes war während seiner aktiven Karriere als Vertreter der Bundesliga im Spielerrat der Spielergewerkschaft Vereinigung der Vertragsfußballspieler (VdV) tätig.

## Erfolge

### Nationalmannschaft
- Vize-Europameister: 2008

### Vereine
Werder Bremen
- Deutscher Meister: 2003/04[A 1]
- DFB-Pokal-Sieger: 2003/04[A 2]

Bayer 04 Leverkusen
- Deutscher Vizemeister: 2010/11
- DFB-Pokal-Finalist: 2008/09